# Verkehrsmuseum Tokio
Das Verkehrsmuseum Tokio (japanisch 交通博物館, Kōtsu hakubutsukan) zeigte die Entwicklung und Geschichte von Transportsystemen wie Eisenbahnen, Automobilen, Schiffen und Flugzeugen anhand von Materialien wie realen Objekten, Modellen, Fotografien und Dokumenten. Das Museum wurde 2007 nach Saitama verlegt.

## Übersicht
Das Verkehrsmuseum wurde 1921 als Eisenbahnmuseum (鉄道博物館) unter der Überführung am Nordausgang des Bahnhofs Tokio als eines der Projekte zum Gedenken an den 50. Jahrestag der Eröffnung der Eisenbahn eröffnet. 1936 wurde das Museum nach Kanda Suda-chō (神田須田町) verlegt, und nach vielen Änderungen wurde es in Verkehrsmuseum umbenannt. 1971 übernahm die „Stiftung Verkehrskulturförderung“ (財団法人 交通文化振興財団, Zaidanhōjin Kōtsū bunka shinkō zaidan) die Geschäftsführung. Rund 2.000 Gegenstände waren jeweils ausgestellt, aus einer Gesamtsammlung von über 200.000 Materialien.
Der 1. Stock war Eisenbahnmaterialien aus jeder Epoche gewidmet, darunter eine echte malaiische Dampflokomotive. Nachbildungen von Dampfzugmodellen, die von Matthew Calbraith Perry gespendet wurden, ausländische Modelleisenbahnen und Einschienenbahnen waren zu sehen. Im 2. Stock waren Schiffe und Automobile mit Modellen von unentwickelten Kanus, Sengoku-Booten und Tragflächenbooten sowie Modelle und Beispiele, die die Entwicklung von Automobilen zeigen, sowie historische Dokumente ausgestellt.
Das Museum wurde am 14. Mai 2006 geschlossen. Am 14. Oktober 2007 wurde das Museum in der Stadt Saitama in der Präfektur Saitama als Nachfolgeeinrichtung eröffnet, siehe „Eisenbahnmuseum Saitama“. Wie der Name andeutet, ist dies ein auf den Eisenbahnbereich beschränktes Nachfolgeprojekt, eine „Sammlungsausstellung“. Die Forschungsaktivitäten wurden nicht wieder aufgenommen, da die Betriebsorganisation eine andere ist.

## Bilder (Altes Museum)

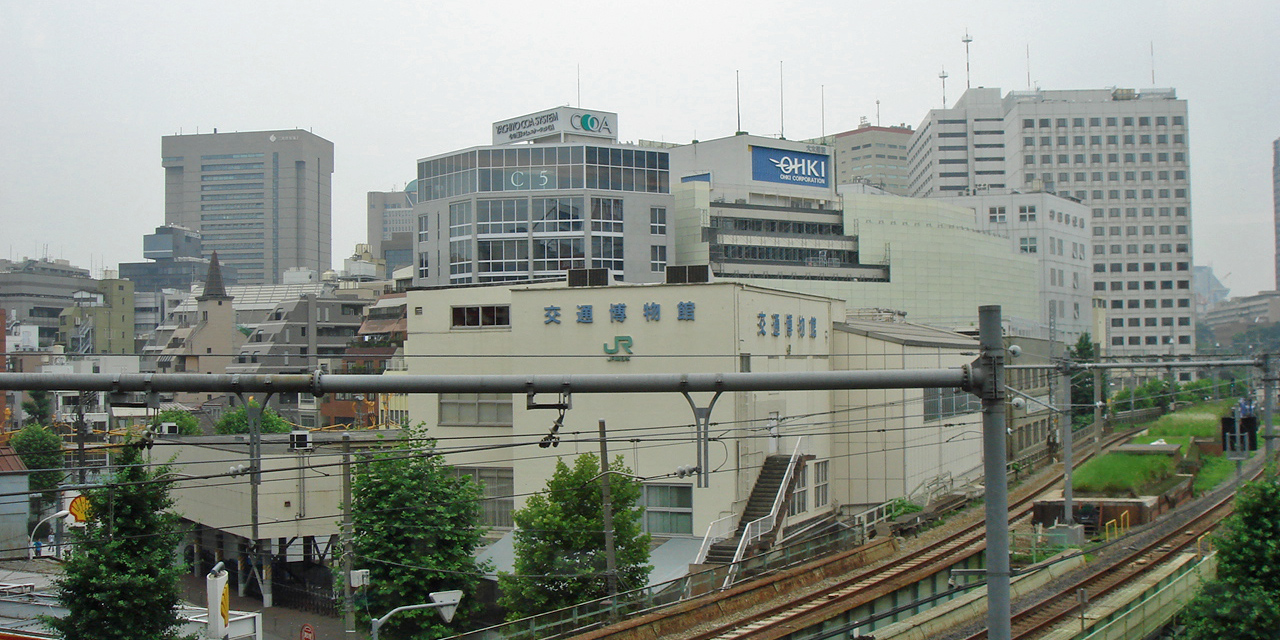
Das Museum von der Manse-Brücke aus
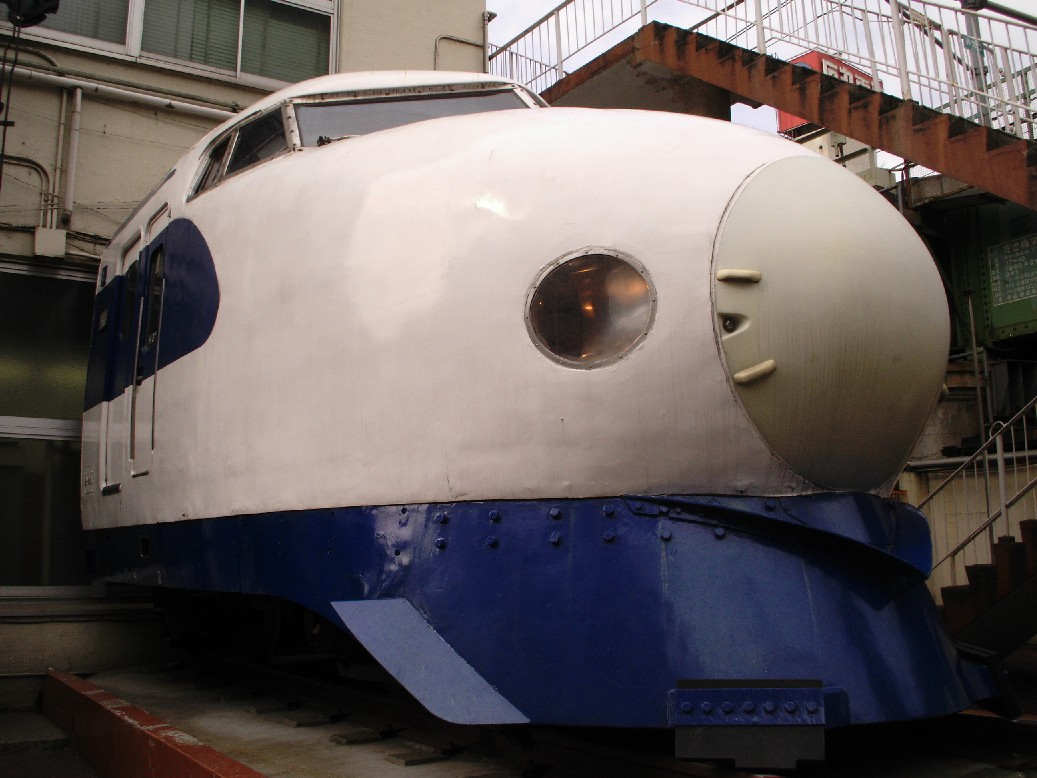
Shinkansen-Spitze Typ „0“ am Eingang
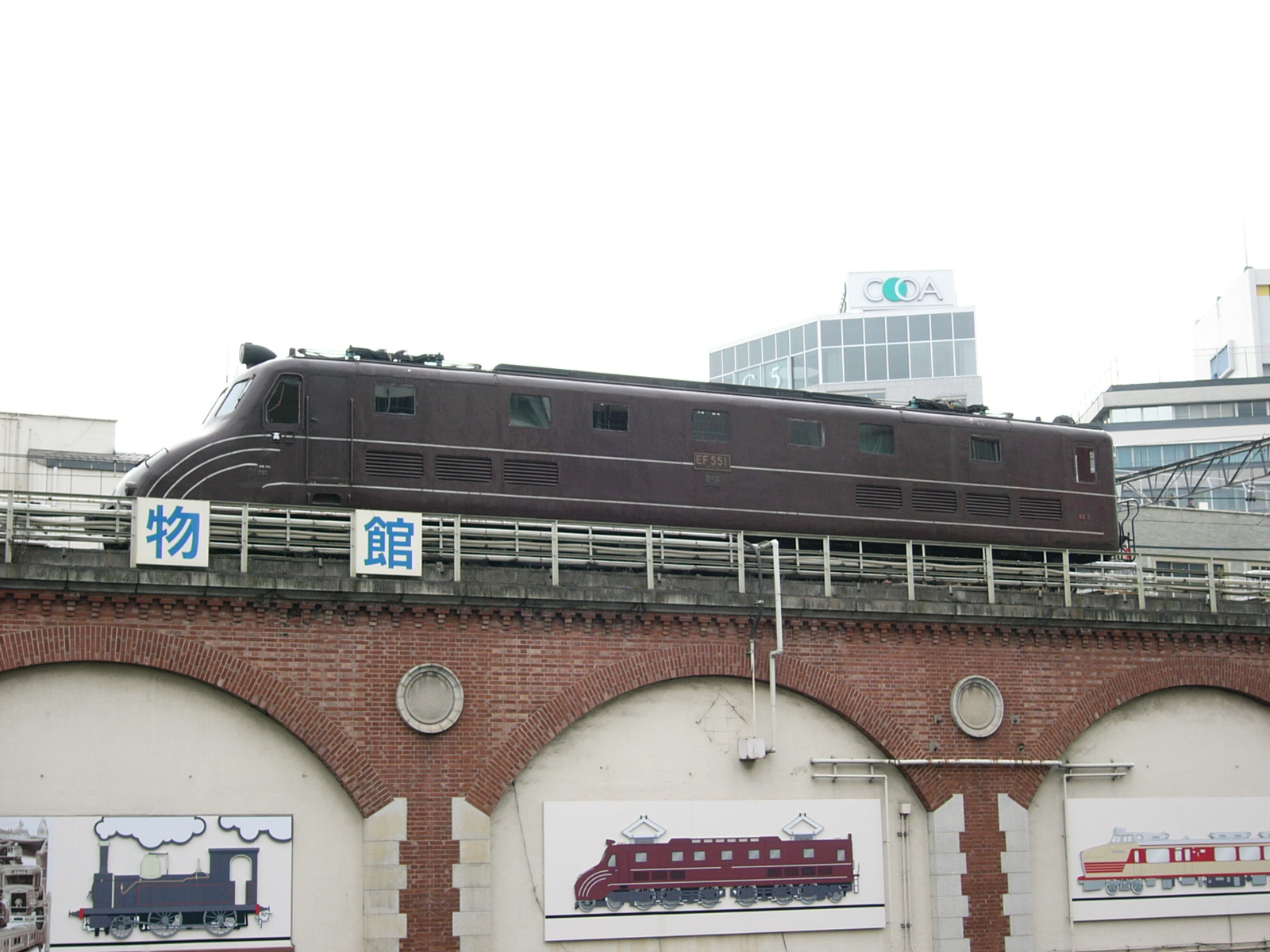
Lokomotive EF55-1
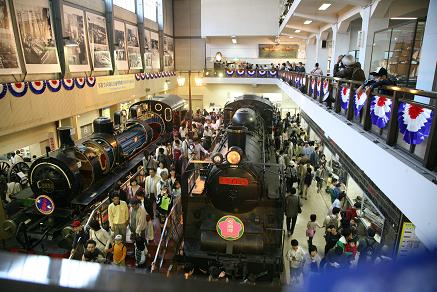
Innenhalle